# الدوري الشمالي لكرة القدم 1934–35
الدوري الشمالي لكرة القدم 1934–35 (بالإنجليزية: 1934–35 Northern Football League)‏ هو موسم من الدوري الشمالي لكرة القدم ‏. فاز فيه Shildon A.F.C. ‏.